# Parmena pubescens
Parmena pubescens (лат.) — вид жуков-ламиин из семейства усачей (Cerambycidae).

## Распространение
Южная Европа: страны Средиземноморского бассейна.

## Описание
Жук длиной от 5 до 10 мм. Время лёта с апреля по октябрь.

## Развитие
Жизненный цикл вида длится один год. Полифаг.